# Out of Control (The Chemical Brothers)
Out of Control è una canzone del duo big beat inglese The Chemical Brothers, terzo singolo estratto dal loro terzo album Surrender del 1999. Alla voce e alla chitarra vi è la collaborazione di Bernard Sumner dei New Order, con le voci di fondo di Bobby Gillespie dei Primal Scream. Il riff di basso è esplicitamente ispirato da She Has a Way di Bobby Orlando.
La canzone è contenuta nella colonna sonora del film Limitless, del 2011.

## Video
Il video musicale, diretto da W.I.Z., inizia con una voce fuori campo che dice: "Compañeros, nuestra ruta ya no es la del miedo. Es una revolución humana, una invitación para aquellos que no quieren escuchar. Nuestra camino es la liberación ante una insaciable globalización que quiere vernos morir en un desierto de soledad", un messaggio di speranza e di lotta.
Le immagini si riferiscono al conflitto messicano tra il governo e le EZLN, gruppo rivoluzionario nato nel 1990. I protagonisti sono due amanti ribelli, interpretati da Isabel Rosario Dawson  e Michel Brown, che preparano una bottiglia incendiaria ed eludono l'esercito grazie alla bellezza della Dawson. Una volta gettata la bottiglia incendiaria contro l'esercito la sequenza appare su uno schermo tv, risultando essere lo spot (fortemente sensuale e sessista) della bevanda "Viva-Cola".
La camera da presa si sposta all'esterno di un negozio di elettronica, prima che vengano spaccate le vetrine da coloro che sono i veri ribelli. Il ragazzo che infrange la vetrina dove passa lo spot ha una canotta con la scritta "It's the real thing" che ricorda la storica pubblicità della Coca-Cola. Il video termina con una notte di guerriglia, scontri e disordini riprese da una telecamera a spalla.

## Tracce

### Nel Regno Unito
- Pubblicato l'11 ottobre 1999 dalla Freestyle Dust
- CD CHEMSD10

1. Out of Control
2. Power Move
3. Out of Control (Sasha Remix)

- 12" vinile CHEMST10

1. Out of Control
2. Out of Control (Sasha Club Mix)

- Musicassetta CHEMSC10

1. Out of Control
2. Power Move
3. Out of Control (Sasha Remix)

### In USA
- Pubblicato il 12 ottobre 1999 dalla Astralwerks
- CD ASW96113-2

1. Out of Control
2. Power Move
3. Out of Control (Sasha Remix)

### In Giappone
- Pubblicato l'8 ottobre 1999 dalla Virgin Japan
- CD VJCP-61028

1. Out of Control
2. Power Move
3. Out of Control (Sasha Remix)
4. Out of Control (Sasha Club Mix)
5. Out of Control (Sasha Instrumental)